# Чубарь, Влас Яковлевич
Вла́с Я́ковлевич Чуба́рь (укр. Влас Якович Чубар, 10 (22) февраля 1891, с. Фёдоровка, Екатеринославская губерния, Российская империя (сейчас в Пологовском районе Запорожской области) — 26 февраля 1939, Москва, РСФСР) — советский государственный и партийный деятель. На протяжении ряда лет возглавлял правительство Украинской ССР, а затем работал заместителем Председателя Совнаркома СССР. Член ВЦИК, ВУЦИК, ЦИК СССР и его Президиума. Депутат Верховного Совета СССР с 1937 года. Расстрелян в 1939 году. Реабилитирован в 1955 году.

## Биография
Родился в крестьянской семье, в которой было восемь детей. По национальности украинец. В 1904—1911 гг. учился в Александровском механико-техническом училище.
К большевистской организации ещё подростком его привлёк старший брат Павел, погибший на баррикадах 1905 года. Был участником революции 1905—1907 годов. В 1907 г. вступил в ряды РСДРП. После окончания училища работал на заводах в Краматорске, Мариуполе, Москве, Петрограде.
После Февральской революции 1917 был избран председателем фабрично-заводского комитета орудийного завода, затем — членом Центрального совета фабзавкомов, депутатом Петроградского совета.
После Октябрьской революции являлся комиссаром ВРК в Главном артиллерийском управлении. В 1918—1919 гг. — председатель Правления Государственного объединения машиностроительных заводов (ГОМЗа). В 1918—1922 и 1923 гг. — член Президиума ВСНХ РСФСР.

## На руководящих постах УССР
В 1919—1922 гг. — председатель Оргбюро по восстановлению промышленности Украины, член Всеукраинского революционного комитета. 
В 1920—1937 гг. — член ЦК КП(б) Украины. 
В 1920—1922, 1923—1934 гг. — член Политбюро ЦК КП(б) Украины. С августа 1921 г. — член ЦК РКП(б) — ЦК ВКП(б). 
В 1921—1923 гг. — председатель ВСНХ Украинской ССР, одновременно председатель Центрального управления каменноугольной промышленности. 
В 1923—1934 гг. — председатель СНК Украинской ССР.

## Взлёт и расстрел
В 1923—1925 и 1934—1938 гг. — заместитель председателя СНК СССР, одновременно в 1934—1937 гг. — заместитель председателя Совета труда и обороны СССР. С 3 ноября 1926 года г. — кандидат в члены Политбюро ЦК ВКП(б). Делегат «Съезда победителей» (26 января—10 февраля 1934). С 1 февраля 1935 по 16 июня 1938 гг. — член Политбюро ЦК ВКП(б). В 1937—1938 гг. являлся народным комиссаром финансов СССР.
16 июня 1938 г. Политбюро ЦК ВКП(б) приняло решение о невозможности его нахождения в составе Политбюро ЦК ВКП(б) и на должности заместителя председателя СНК СССР «ввиду того, что показания Косиора, Эйхе, Тр. Чубаря, а кроме того, показания Рудзутака и Антипова бросают тень на т. В. Я. Чубаря». Было решено «дать ему работу лишь в провинции для испытания». На следующий день Политбюро постановило назначить Чубаря начальником строительства Соликамского целлюлозного комбината.
Арестован 4 июля 1938 г. органами НКВД СССР. В вину Чубарю вменялось, что он был участником антисоветской террористической диверсионно-вредительской организации и являлся агентом немецкой разведки. 26 февраля 1939 г. Военной Коллегией Верховного Суда СССР (в составе Ульриха, Дмитриева и Суслина) был приговорён к расстрелу. Приговор приведён в исполнение в тот же день.
Согласно Мартирологу жертв политических репрессий, расстрелянных и захороненных в Москве и Московской области, похоронен на Донском кладбище в общей могиле № 1.
Проведённой в 1955 г. КГБ при Совете Министров СССР и Прокуратурой СССР проверкой установлено, что обвинение Чубаря было полностью сфальсифицировано. Реабилитирован Военной коллегией Верховного Суда СССР 24 августа 1955 года. В том же 1955 г. решением КПК при ЦК КПСС реабилитирован и в партийном отношении.
13 января 2010 г. Апелляционный суд города Киева постановил, что Чубарь является одним из организаторов голодомора на Украине.

## Память
- В 1966 году был снят фильм «Влас Чубарь»[15]
- В 1970 г. Чубарю был установлен памятник в Киеве. Демонтирован в 2009 году.
- Памятник Чубарю был установлен в Краматорске.
- В 1961 именем Чубаря был назван проспект в Киеве, который был переименован в проспект Отрадный в 1992 г.
- В 1967 новая улица в Запорожье получила имя Чубаря. Переименована в Парковую в 2016 году[16][17].
- В 1961 году улица Садовая в Харькове переименована в улицу Чубаря. Первоначальное название Садовая возвращено улице в 2016 году.
- Имя Чубаря носило село Фёдоровка в Пологовском районе Запорожской области. Первоначально село называлось Фёдоровка, в 1930-х было переименовано во Власовку. Когда Чубаря расстреляли в 1939 году селу вернули предыдущее название, Фёдоровка, а после того, как реабилитировали назвали Чубаревка. В 2008 году жители села провели сход, на котором решили оставить селу имя Чубаря и памятник. В селе находится мазанка, где родился Чубарь, которую планировалось превратить в мемориальный музей, что, однако не было сделано[6]. В 2016 году в соответствии с Законом «Об осуждении коммунистического и национал-социалистического (нацистского) тоталитарных режимов и запрете пропаганды их символики» село снова получило название Фёдоровка.
- Имя Чубаря носили:
  - Запорожский машиностроительный институт (1924—1994)[18]
  - Ленинградское артиллерийско-техническое училище (до 1938)
  - Краматорский завод тяжёлого станкостроения
  - Донецкий кооперативный институт
  - Днепродзержинская швейная фабрика[19]
  - Санаторий в Одессе[20]
  - Библиотека № 6 в Запорожье[21]
  - Колхоз в Днепропетровской области[22]
  - Средняя школа № 173 города Киева, которая находится на Отрадном проспекте (бывшем проспекте Чубаря). Была переименована в 1991 году[23].

## Семья
Брат — Чубарь Трофим Яковлевич. Арестован ранее Власа Чубаря, дал на него показания как на «руководителя антисоветской контрреволюционной организации». Включен в расстрельные списки, судьба неизвестна.
Жена — Чубарь Александра Ивановна (1903—1938), консультант Наркомата лёгкой промышленности СССР. Арестована 4 июля 1938 года одновременно с мужем. Обвинена в «преступных связях с руководителем антисоветской контрреволюционной организации В. Чубарём» (то есть с собственным мужем) и в «содействии ему в проведении вражеской работы против Советской власти». Расстреляна 28 августа 1938 года. Реабилитирована 3 сентября 1955 года. 
Сыновья:  Алексей (род. 1929) и Владимир (род. 1933), которым на момент ареста было 9 и 5 лет соответственно, узнали о смерти родителей лишь в 1955 г. Оба были репрессированы (Алексей в 1948, Владимир в 1950 г.), однако после смерти Сталина освобождены. Впоследствии оба поступили в технические вузы. Алексей Власович работал начальником связи в издательстве и типографии газеты «Правда», Владимир Власович — в Министерстве внешнеэкономических связей РФ. 
Внуки:
- Алексей Владимирович Чубарь (род. 1964), кандидат физико-математических наук, специалист по стратегии развития бизнеса[27], работал в российском представительстве Microsoft, банке ВТБ, Росимуществе[28].
- Владимир Алексеевич Чубарь (род. 1970), возглавлял Московский кредитный банк (МКБ)[29].

## Награды
- Орден Трудового Красного Знамени

## Произведения
- Чубар В. Я. Вибрані статті і промови (укр.). — Киев: Політвидав України, 1972. — 628 с.